# Peito-vermelho-grande
Peito-vermelho-grande (nome científico: Leistes defilippii) é uma espécie de ave da família Icteridae. É encontrada na Argentina, Brasil, e Uruguai.